# Krzysztof Ciuksza
Krzysztof Ciuksza (ur. 29 listopada 1997 w Gorzowie Wielkopolskim) – polski niepełnosprawny lekkoatleta, dwukrotny wicemistrz świata, dwukrotny mistrz Europy. Od urodzenia choruje na porażenie mózgowe, wobec tego występuje w kategorii niepełnosprawności T36.

## Historia
Krzysztof urodził się 29 listopada 1997 roku w Gorzowie Wielkopolskim jako wcześniak. Z powodu braku wystarczającej ilości tlenu zaraz po urodzeniu choruje na porażenie mózgowe. Przygodę ze sportem rozpoczął w 2011 roku, kiedy jego rodzicielka zaprowadziła go na trening lekkoatletyki. Początkowo była to forma aktywnego spędzania czasu i rehabilitacji. Po rozwinięciu swoich umiejętności zaczął startować na zawodach osób niepełnosprawnych.

## Wyniki
| Rok  | Zawody                   | Miejscowość    | Konkurencja              | Czas        | Pozycja     |
| ---- | ------------------------ | -------------- | ------------------------ | ----------- | ----------- |
| 2016 | Mistrzostwa Europy       | Grosseto       | Bieg na 400 metrów (T36) | 56,48       | 2. miejsce  |
| 2016 | Mistrzostwa Europy       | Grosseto       | Bieg na 800 metrów (T36) | 2:17,62     | 3. miejsce  |
| 2016 | Igrzyska paraolimpijskie | Rio de Janeiro | Bieg na 400 metrów (T36) | 55,97       | 4. miejsce  |
| 2016 | Igrzyska paraolimpijskie | Rio de Janeiro | Bieg na 800 metrów (T36) | 2:16.90     | 6. miejsce  |
| 2017 | Mistrzostwa świata       | Londyn         | Bieg na 100 metrów (T36) | 12,70       | 7. miejsce  |
| 2017 | Mistrzostwa świata       | Londyn         | Bieg na 200 metrów (T36) | 25,04       | 2. miejsce  |
| 2017 | Mistrzostwa świata       | Londyn         | Bieg na 400 metrów (T36) | 55,19       | 2. miejsce  |
| 2017 | Mistrzostwa świata       | Londyn         | Bieg na 800 metrów (T36) | 2:23,08     | 6. miejsce  |
| 2018 | Mistrzostwa Europy       | Berlin         | Bieg na 100 metrów (T36) | 12,61       | 3. miejsce  |
| 2018 | Mistrzostwa Europy       | Berlin         | Bieg na 200 metrów (T36) | 25,39       | 1. miejsce  |
| 2018 | Mistrzostwa Europy       | Berlin         | Bieg na 400 metrów (T36) | 55,90       | 1. miejsce  |
| 2019 | Mistrzostwa świata       | Dubaj          | Bieg na 100 metrów (T36) | 12,51 (el.) | 10. miejsce |
| 2019 | Mistrzostwa świata       | Dubaj          | Bieg na 400 metrów (T36) | 55,64       | 4. miejsce  |
| 2021 | Mistrzostwa Europy       | Bydgoszcz      | Bieg na 100 metrów (T36) | 12,64       | 2. miejsce  |
| 2021 | Mistrzostwa Europy       | Bydgoszcz      | Bieg na 400 metrów (T36) | 56,54       | 2. miejsce  |
| 2021 | Igrzyska paraolimpijskie | Tokio          | Bieg na 100 metrów (T36) | 12,84 (el.) | 12. miejsce |
| 2021 | Igrzyska paraolimpijskie | Tokio          | Bieg na 400 metrów (T36) | 55,90       | 5. miejsce  |